# Something Magic
Something Magic es el noveno álbum de estudio de la banda de rock británica Procol Harum, publicado en marzo de 1977. El álbum logró una discreta posición No. 146 en la lista de éxitos de la revista Billboard. Sin embargo en Dinamarca debutó en la posición No. 13 antes de salir del Top 20.

## Lista de canciones
Todas las canciones fueron escritas por Gary Brooker y Keith Reid, excepto donde se indique lo contrario.

| Lado A |                                                   |          |  |
| N.º    | Título                                            | Duración |  |
| 1.     | «Something Magic»                                 | 3:37     |  |
| 2.     | «Skating on Thin Ice»                             | 4:49     |  |
| 3.     | «Wizard Man»                                      | 2:41     |  |
| 4.     | «The Mark of the Claw» (Mick Grabham, Keith Reid) | 4:39     |  |
| 5.     | «Strangers in Space»                              | 6:08     |  |

| Lado B |                                                                           |          |  |
| N.º    | Título                                                                    | Duración |  |
| 1.     | «The Worm & the Tree" Part One - "Introduction" - "Menace" - "Occupation» | 7:50     |  |
| 2.     | «The Worm & the Tree" Part Two - "Enervation" - "Expectancy" - "Battle»   | 5:29     |  |
| 3.     | «The Worm & the Tree" Part Three - "Regeneration" - "Epilogue»            | 5:20     |  |

## Créditos
- Pete Solley - órgano y sintetizador
- Gary Brooker – voz, piano
- Mick Grabham – guitarra
- Chris Copping – órgano
- Alan Cartwright - bajo
- B.J. Wilson – batería
- Keith Reid – letras